# Netto Arena
Die Netto Arena (voller Name: Netto Arena Szczecin) ist eine Mehrzweckhalle in der polnischen Stadt Stettin (polnisch Szczecin), Hauptstadt der Woiwodschaft Westpommern. Die Arena, nahe der Grenze zu Mecklenburg-Vorpommern, ist Teil des Miejski Ośrodek Sportu Rekreacji i Rehabilitacji w Szczecinie (kurz: MOSRiR Szczecin, deutsch Städtisches Sportzentrum, Erholung und Rehabilitation in Stettin). Die Netto Arena ist die Heimspielstätte verschiedener Stettiner Mannschaften. Die Basketballer von Wilki Morskie Szczecin, die Männermannschaft Pogoń Szczecin Handball sowie die Frauen-Volleyballmannschaft Chemik Police aus der nördlich gelegenen Stadt Police tragen ihre Heimspiele in der Sportarena aus. Von 2014 bis 2016 nutzten die Volleyballmänner von Espadon Szczecin die Sportstätte.

## Geschichte
Der Bau der Halle begann 2011. Am 1. August 2014 konnte die damalige Azoty Arena, nach dem Sponsor Grupa Azoty, in Betrieb genommen werden. Die Veranstaltungshalle wird hauptsächlich für den Sport genutzt, aber auch Konzerte, Galas und Ausstellungen finden hier statt. Die Halle ist für verschiedene Sportarten wie Basketball, Volleyball, Handball, Hallenfußball, Tennis, Badminton, Kampfsport, Fechten, Sportgymnastik oder Stabhochsprung ausgestattet.
Der Bau ist in drei Bereiche unterteilt. Das Gebäude A ist die Halle mit Umkleidekabinen und weiteren Räumlichkeiten. Gebäude B ist ein dreistöckiger Bau als Eingangsbereich mit Kassen sowie Büro- und Verwaltungsräumen. Der Bau C auf der Westseite beherbergt verschiedene Einrichtungen wie Konferenzräume (für 450 Personen), ein Sport- und Freizeitzentrum, das Arena Café (für 130 Besucher), Trainings- und Aufwärmräume, ein Fitnessstudio, ein Schönheitssalon und Physiotherapieräume. Um die Sportarena befinden sich weitere Sportplätze für Basketball, Fußball und Handball, Plätze für Badminton, Tischtennis, Feldschach, sowie ein Bereich zum Rollschuhlaufen und Skateboarden und ein Platz mit einem Mini-Amphitheater und einem Brunnen. Es stehen 598 Parkplätze zur Verfügung.
In unmittelbarer Nachbarschaft zur Arena liegt die Zbysław-Zając-Radrennbahn.
2017 war die Azoty Arena eine von fünf Stätten, in denen die Volleyball-Europameisterschaft der Männer ausgetragen wurde. Es fanden die Partien der Vorrundengruppe B mit Deutschland, Tschechien, Italien und der Slowakei statt. Seit 2018 trägt der Bau den Sponsornamen Netto Arena, nach dem Discounter Netto, nachdem sich die Stadt und die Grupa Azoty nicht auf eine Verlängerung des Vertrages einigen konnten. Der neue Vertrag hatte eine Laufzeit von mindestens drei Jahren.

## Tribünen
Die Arena bietet eine große Längstribüne, die sich bis in die Hintertorbereiche erstreckt. Auf der anderen Längsseite befinden sich drei kleinere Zuschauerblöcke. Der große Zuschauerrang ist aufsteigend von unten nach oben mit Block A, B und C benannt. Hinter dem Block C1 liegt der V.I.P.-Bereich. Die drei Zuschauerränge auf der Gegentribüne sind mit D bezeichnet. Insgesamt verfügt die Netto Arena über 5055 feste Sitzplätze.
- Block A (2175 Sitzplätze)
  - A1: 354
  - A2: 303
  - A3: 224
  - A4: 230
  - A5: 230
  - A6: 224
  - A7: 304
  - A8: 306

- Block B (1232 Sitzplätze)
  - B1: 168
  - B2: 195
  - B3: 254
  - B4: 259
  - B5: 190
  - B6: 166

- Block C (662 Sitzplätze)
  - C1: 82
  - C2: 181
  - C3: 224
  - C4: 175

- Block D (801 Sitzplätze)
  - D1: 295
  - D2: 212
  - D3: 294

- V.I.P.-Bereich (185 Sitzplätze)

## Galerie

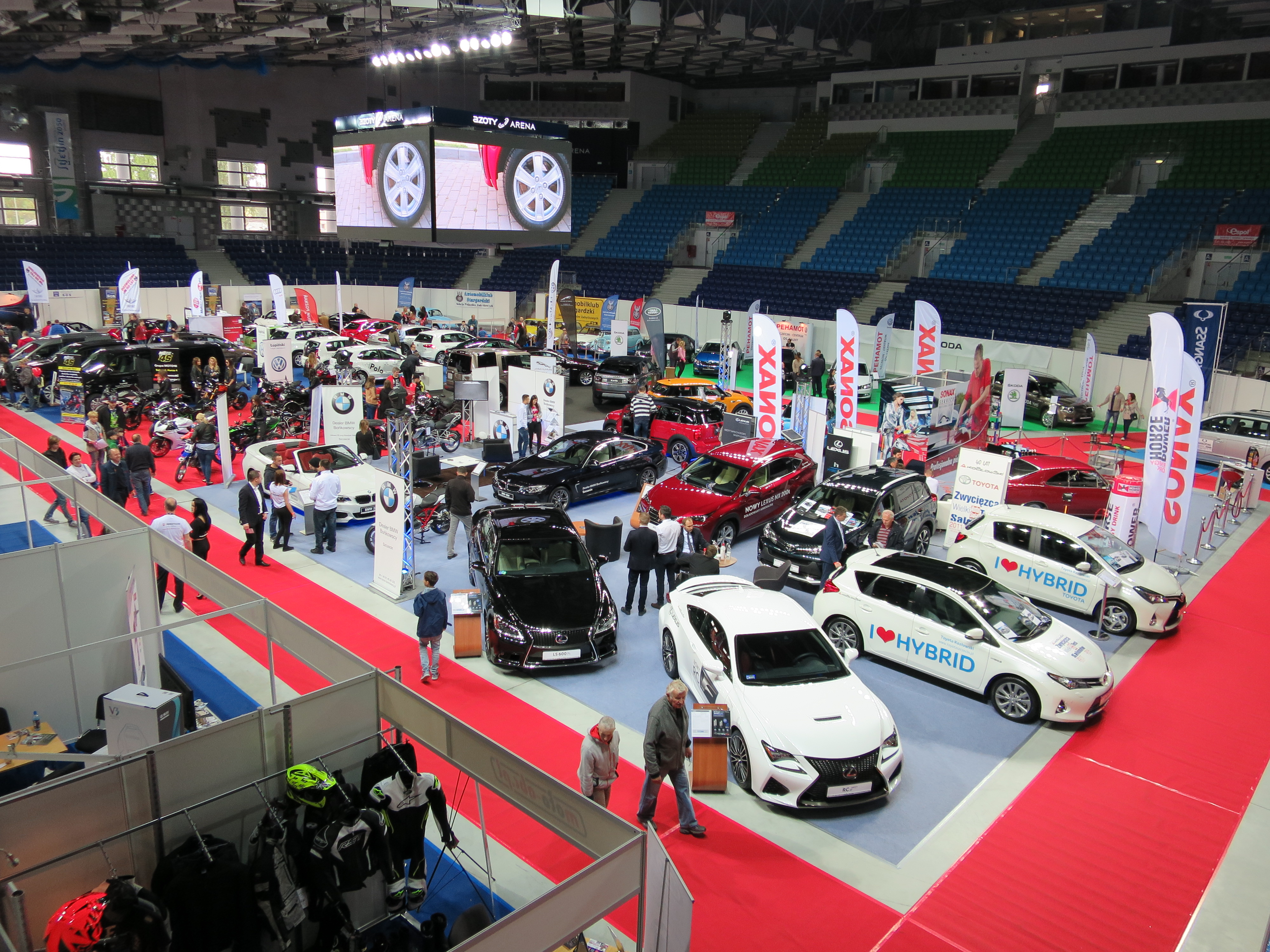
MotoShow Szczecin 2015
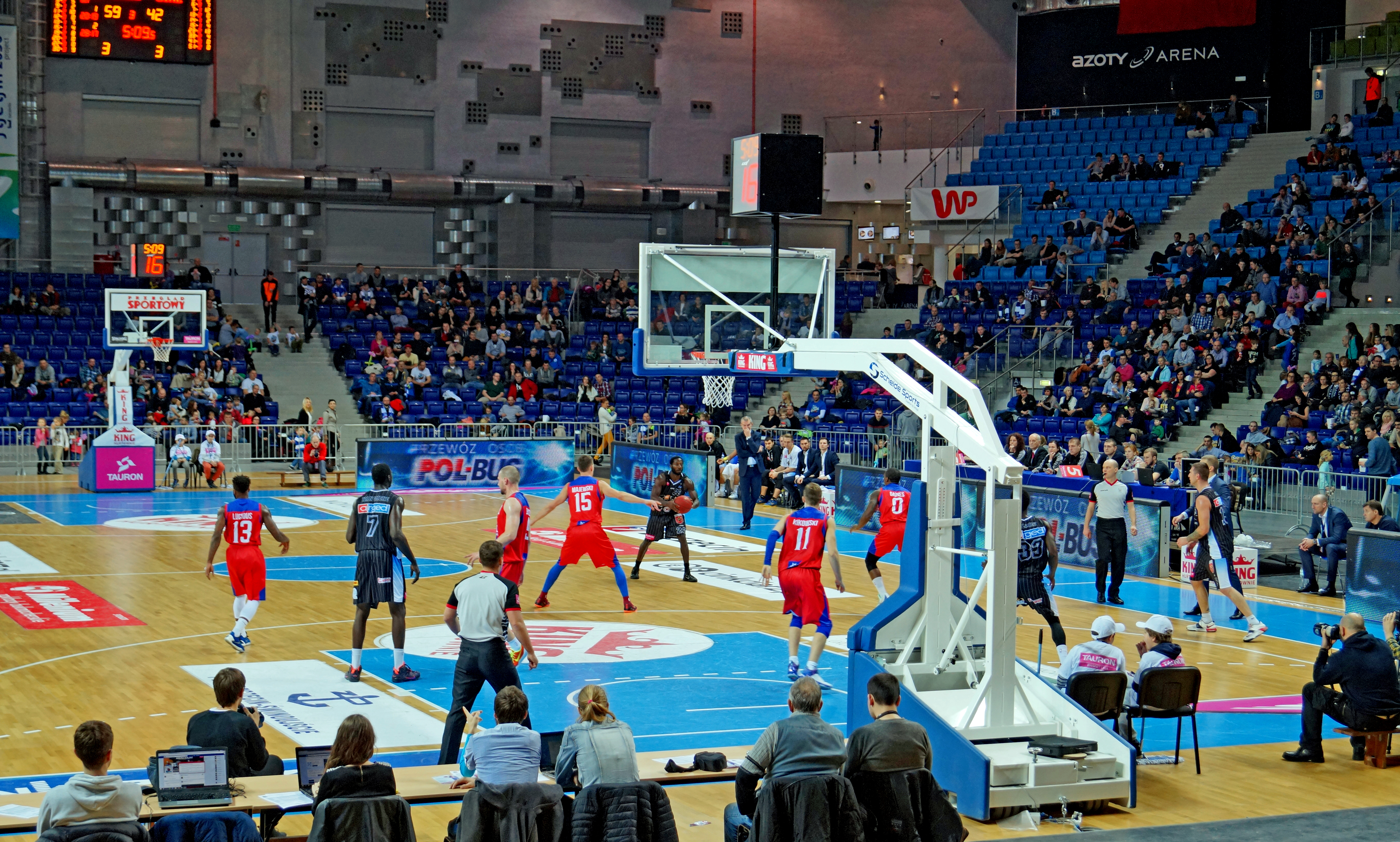
Spiel in der Saison 2015/16 von Wilki Morskie Szczecin gegen Stal Ostrów Wielkopolski am 6. Dezember 2015
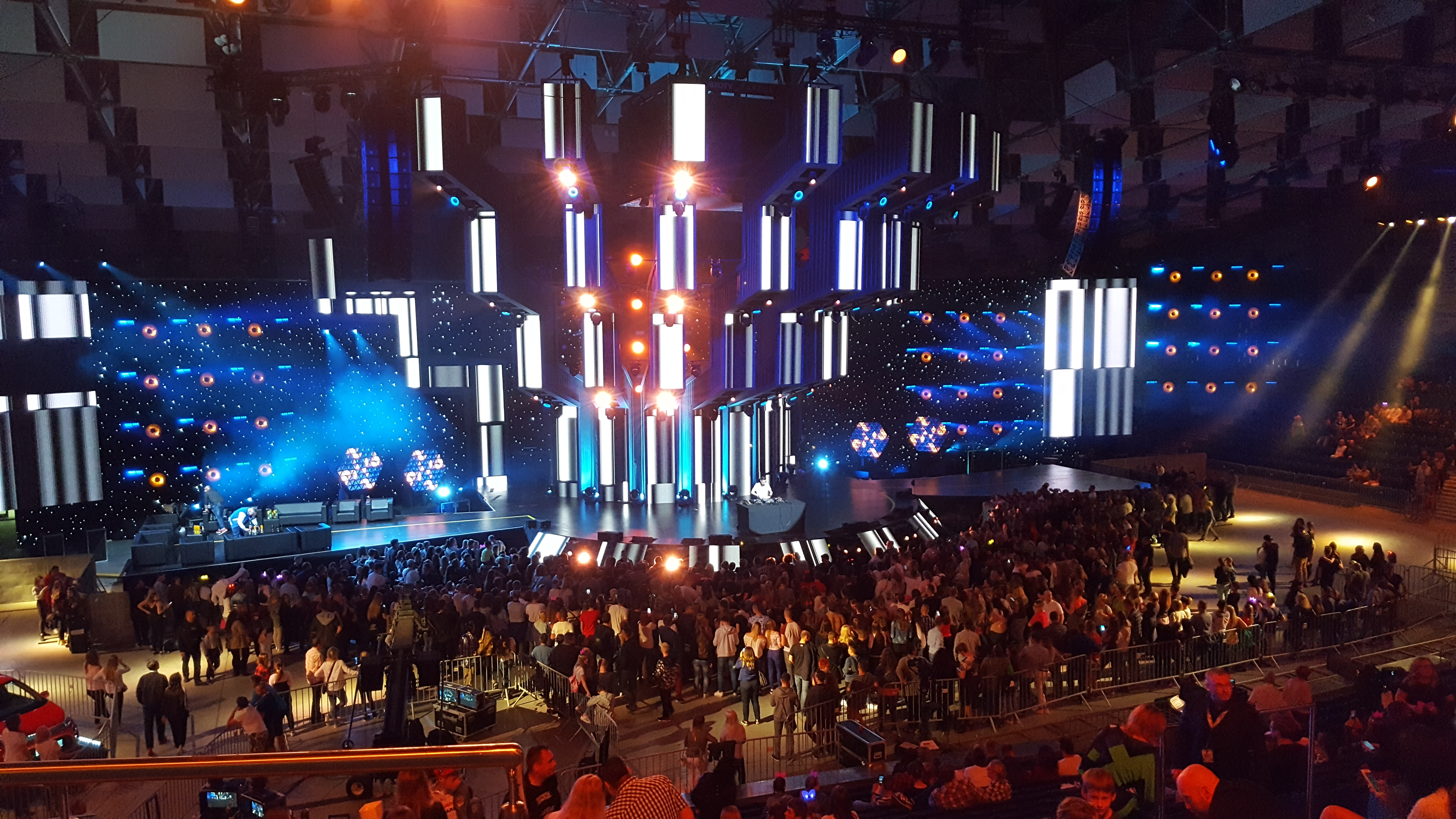
Verleihung der Eska Music Awards 2017
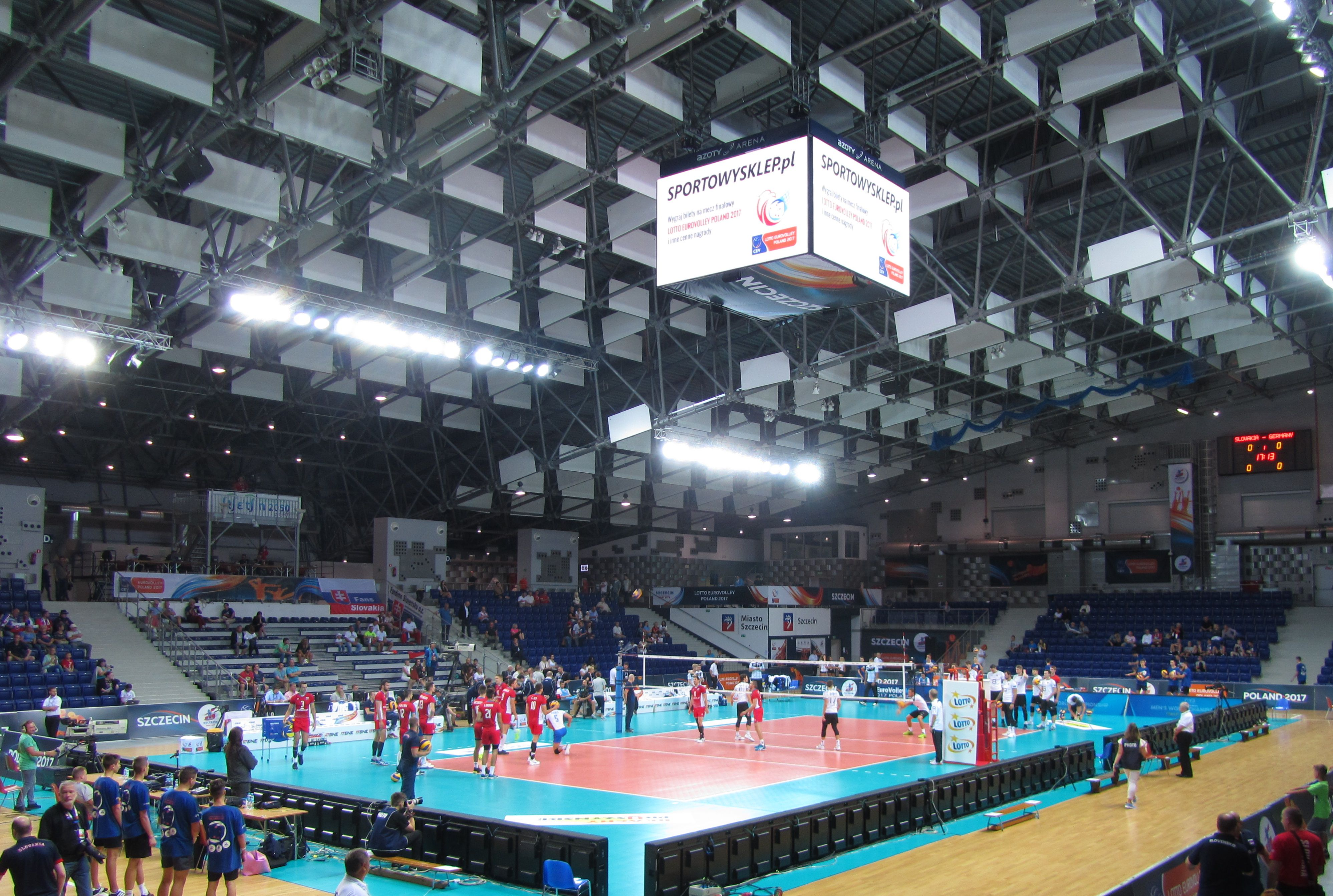
Vorrundenspiel bei der Volleyball-Europameisterschaft der Männer 2017 zwischen der Slowakei und Deutschland